# Palais des congrès de Lomé
Pour les articles homonymes, voir Palais des congrès.
Le palais des congrès de Lomé est un centre de congrès et de spectacles situé à Lomé, capitale du Togo. Construit par le gouvernement du président Gnassingbé Eyadema et inauguré en 1981, il est le fruit de la coopération entre le Togo et la Chine.

## Description
Le palais des congrès de Lomé est un édifice public, il abrite des conférences, colloques, séminaires, ateliers et expositions culturelles.

## Projet de réhabilitation
Le palais des congrès aborde un état de dégradation progressive à savoir : les vols tous azimuts des chaises et l'esplanade servant de cuisine à ciel ouvert pour de bonnes femmes qui y font des commerces.
En 2019, le gouvernement du président Faure Essozimna Gnassingbé a entamé un projet de réhabilitation pour redorer le blason de cette bâtis publique symbole des manifestations culturelles officielles du pays.